# سكان الجمهورية العربية الصحراوية الديمقراطية
التركيبة السكانية للصحراء الغربية في إطار العمل من التركيبة السكانية للأراضي إقليم متنازع عليه تحت حكم المملكة المغربية. و التي تطالب المملكة بي سيادة عليه. سكان الصحراء الغربية هم متنوعين . (indigeous) و الصحراويين يشكلون ثلث سكان في إقليم الصحراء الغربية .

## حقائق العالم الإحصاءات الديمغرافية

التركيبة السكانية للصحراء الغربية ، بيانات الفاو ، عام 2005 ؛ عدد السكان بالآلاف.

الإحصاءات الديموغرافية التالية هي من كتاب حقائق العالم، ما لم يرد خلاف ذلك.

### لغات
اللغة العربية في تنوعها القياسية هي اللغة الرسمية في إقليم بأكمله. ومع ذلك، فإن التنوع الحسانية هي اللغة المحكية المحلية. الإسبانية، واللغة الاستعمارية السابقة والفرنسية، اللغة الثانية في المغرب ومعظم غرب أفريقيا وكلاهما يستخدم على نطاق واسع من اللغات الثانية.

### الأديان
الإسلام السني هو الديانة الرئيسية في الصحراء الغربية. المسلمون السنة يشكلون حوالي 99.9 ٪ من السكان.

### الجنسية
الاسم : الصحراء الغربية (ق)
الصفة : الصحراوي
الجنسية  : بطاقة الوطنية المغربية مع رمز SH او SE

### السكان
405210 (يوليو 2010 تخمين)

### بنية السن
0-14 سنة: 44.9 ٪ (ذكور 92418 / إناث 89570)
15-64 سنة: 53.8 ٪ (105191 ذكور / إناث 108803)
65 سنة وما فوق: 2,3 ٪ (3881 ذكور / إناث 5337) (2010 تخمين)

### معدل النمو السكاني
3.097 ٪ (2011 تخمين)

### معدل الميلاد
39.54 ولادة / 1,000 سكان (2010 تخمين)

### معدل الوفيات
11.49 وفاة / 1,000 سكان (2010 تخمين)

### معدل الهجرة الصافية
-6.05 مهاجر (ق) / 1000 من السكان (تقديرات 2000)

### معدل وفيات الرضع
69.66 وفاة / 1000 مولود حي (2010 تخمين)

### العمر المتوقع عند الولادة
مجموع السكان : 54.32 سنة
الذكور : 52 سنة
الإناث : 56.73 سنة (2010 تخمين)

### معدل الخصوبة الاجمالي
4.3 الأطفال المولودين / امرأة (2011 تخمين)

### لمحو الأمية
تعريف : NA
مجموع السكان : NA ٪
الذكور : NA ٪
الإناث : غير متيسر.

## لغات
الحديث اللغة العربية الفصحى هي اللغة الرسمية في الصحراء الغربية والمغرب. وتستخدم كل من العربية المغربية والعربية الحسانية في الصحراء الغربية. ويهيمن على الحسنية، في المقام الأول تحدث في المنزل، من خلال اللهجة المغربية تحدث في الشوارع وأماكن العمل والمدارس. وذلك لأن الغالبية العظمى من السكان تتألف من المغاربة الذين استقروا في الصحراء الغربية.
الأسبانية المشتركة بين الشعب الصحراوي وخاصة في أوساط الشتات الصحراوي، مع خدمة الصحافة الصحراوية، مسؤول خدمة إخبارية الجمهورية العربية الصحراوية الديمقراطية، ويجري باللغة الإسبانية منذ عام 2001  ، ومهرجان الصحراء مهرجان، مهرجان الصحراء الغربية الفيلم فقط، تظهر بشكل رئيسي الأفلام باللغة الأسبانية. يستخدم الأسبانية للوثيقة الصحراويين الشعر والتقاليد الشفوية، ويمكن استخدامها أيضا في الأدب الصحراوي. على الرغم من أنها قد استخدمت الإسبانية من قبل الشعب الصحراوي لأكثر من قرن بسبب تاريخ الصحراء الغربية مستعمرة أسبانية سابقة، ومعهد سرفانتس ونفى الدعم والتعليم باللغة الأسبانية للصحراويين في الصحراء الغربية ومخيمات اللاجئين الصحراويين في الجزائر. مجموعة من الشعراء الصحراويين المعروفة باسم 'Generación دي لا أميستاد الصحراوي" تنتج الصحراويين في الأدب الإسباني.

## شؤون اللاجئين
ترتبط ارتباطا مباشرا الأحداث الناجمة عن الغزو المغربي والموريتاني مشتركة في الصحراء الغربية في نهاية عام 1975 إلى نزوح أعداد كبيرة من السكان الصحراويين، ومعظمهم يعيشون كلاجئين في جنوب غرب الجزائر. أصبحت أعداد كبيرة من اللاجئين الصحراويين خلال الحرب بين جبهة البوليساريو والمغرب. عرضت المنطقة الصحراوية الجنوبية الغربية بالقرب من منطقة تندوف بالجزائر، في التنافس مع المغرب، وعرضت للصحراويين مكان آمن لتسوية وتدعم بنشاط العصابات، حركة البوليساريو.
القادم الصحراوي هجرة، وإن كان ذلك على نطاق أصغر، وقعت في عام 1979 عندما انسحبت موريتانيا من الصراع، وضمها المغرب في باقي الصحراء الغربية. لا يمكن أن توفر أرقام دقيقة عن أعداد الذين فروا من الأراضي في تلك الموجات اثنين، ولكن التقديرات تتراوح ما بين 1 / 3 و 2 / 3 من مجموع السكان في ذلك الوقت. ويعتقد أن الحجم الحالي للسكان في مخيمات اللاجئين إلى حوالي 165000.
المستخدمة من قبل الحكومة الجزائرية، وهذا الرقم هو الأكثر نقلت على نطاق واسع من قبل المنظمات غير الحكومية، كما تستخدم من قبل المفوضية العليا للاجئين وبرنامج الغذاء العالمي لجمع الأموال من أجل المعونة الغذائية للاجئين. في اجتماع عام 2004 لبرنامج الأغذية العالمي في روما، تم الاعتراف رسميا أن عدد اللاجئين في 158000.